# Эрвин, Стюарт
Стю́арт Э́рвин (англ. Stuart Erwin; 14 февраля 1903, Скво-Вэлли — 21 декабря 1967, Беверли-Хиллз) — один из наиболее популярных актёров американского телевидения 1950-х, номинант на премию «Оскар» за лучшую мужскую роль второго плана в картине «Кожаный парад».
Комедийный быстроговорящий актёр, обладающий уникальным нежным голосом, Эрвин начинал карьеру в лос-анджелесских театрах. В начале 1950-х он ворвался на американское телевидение с собственным ситкомом, который так и озаглавил — «Шоу Стю Эрвина».
В кино Эрвин был не менее успешен — только в 1930-х на экран вышло около 30 картин с участием актёра. Дата его рождения (день святого Валентина) стала судьбоносной: основным амплуа Эрвина как на сцене, так и на экране, оставались влюблённые неуклюжие парни; среди коллег к нему надолго приклеилось прозвище «Комический Валентин».
За всю свою 40-летнюю карьеру Стюарт Эрвин сыграл почти 130 разнообразных ролей. 21 декабря 1967 года он перенёс инфаркт миокарда, от которого не смог оправиться.

## Биография
Стюарт Эрвин родился 14 февраля 1903 года в статистически обособленной местности Скво-Вэлли, округ Фресно, штат Калифорния, в семье Сэмюэла и Марты Эрвин. Отец будущего актёра управлял в Скво-Вэлли ранчо для крупного рогатого скота, площадь которого составляла 1200 акров.
В юности Стюарт хотел стать журналистом, для чего и поступил на факультет журналистики Калифорнийского университета в Лос-Анджелесе. Окончив его, посещал одну из актёрских школ города, дебютировал на театральной сцене ролью в постановке «Открытые врата» в театре «Мороско» (ныне снесён). Спектакль «Белые воротнички» играл почти год, с ним же совершил мировое турне.
В середине 1920-х нераскрытый актёрский потенциал Эрвина увидел маститый характерный актёр Эдвард Эверетт Хортон, с помощью нужных связей предоставивший ему немаловажные роли в нескольких популярных постановках, включая «Нищего на лошади». В 1928 году, во время спектакля «Женщины уходят навсегда» в голливудском театре Music Box (ныне — театр имени Генри Фонда), Эрвина заметил представитель кинокомпании Fox Film Corporation (ныне — 20th Century Fox) и предложил ему первую роль в кино — Бена в картине «Мама лучше знает».
В июле 1931 года Эрвин женился на актрисе Джун Колльер. Первая заметная роль актёра — Честер Карр в вестерне «Гостевое ранчо» (1931). В 1930-х Эрвин создает свои самые популярные образы на экране — Мертон Джилл («Сделай меня звездой»; 1932), Томми Нэш («Международный дом»; 1933), Эл Симпсон («Береги своего мужчину»; 1933), Эрнест П. Бэйкер («Едем в Голливуд»; 1933), Джо Палука («Палука»; 1934). По мнению самого актёра, в байопике «Вива Вилья!» сыграл свою лучшую роль в кино — журналиста Джонни Сайкса, которого первоначально должен был сыграть Ли Трэйси.
В 1936 году перевоплотился в «деревенщину» Эймоса Додда в музыкальной комедии «Кожаный парад». Этот образ принёс Эрвину номинацию на премию «Оскар» в категории «Лучшая мужская роль второго плана», но на церемонии вручения он уступил Уолтеру Бреннану. Картина же осталась примечательной тем, что в ней состоялся кинодебют будущей звезды Джуди Гарленд.
Наиболее крупная роль начала 1940-х — поставщик молочной продукции Хауи Ньюсам в нашумевшей драме Сэма Вуда «Наш городок». В годы войны продолжал играть в лентах ключевых кинокомпаний США. На Бродвее блистал в постановке «Мистер Сикамор» бок о бок с Лилиан Гиш.
Однако проект, прославивший Эрвина во всей Америке, ещё был впереди. Ситком «Шоу Стю Эрвина», в котором актёр исполнял роль директора школы по имени Стю Эрвин, а его жена, Джун Колльер, супругу директора по имени Джун Колльер, неизменно появлялось на экранах пять лет, пять полных продолжительных сезонов. За всё это время вышло 130 эпизодов, а Эрвин и Колльер стали в стране звёздами первой величины. В 1950-х Эрвины разрывались между Калвер-Сити и родным для Джун Нью-Йорком.
В 1960 году на Голливудской «Аллее славы» была установлена именная звезда Стюарта Эрвина за вклад в развитие современного телевидения. К концу жизни популярность Эрвина постепенно снижалась. Актёр сделал несколько гостевых появлений в телесериалах, но ни один из них не принёс ему такой популярности, как «Шоу Стю Эрвина». В заключительный раз Стюарт Эрвин появился на экране в телефильме «Тень над Элвероном», вышедшем уже после его кончины.
За четыре дня до Рождества, 21 декабря 1967 года, 64-летний Эрвин перенёс инфаркт миокарда, после которого так и не пришёл в себя. Был кремирован, прах хранится в лос-анджелесском колумбарии Chapel of the Pines. Джун ушла из жизни всего через три месяца после смерти супруга — в марте 1968 года она умерла в госпитале от бронхопневмонии.

## Личная жизнь
На съёмках вестерна «Гостевое ранчо» в 1931 году Эрвин познакомился с актрисой Джун Колльер. Они поженились в июле того же года, а в сентябре 1932 года у супругов родился сын, которого назвали в честь отца. В 1937 году на свет появилась дочь Джуди.
Супружеская пара Эрвин-Колльер стала одной из самых плодовитых в сфере американского послевоенного искусства. Невзирая на это, после рождения дочери Джун заявила об уходе из кинематографа и посвятила всю жизнь семье.

## Избранная фильмография
- «Маме лучше знать» (1928) — Бен
- «Канун Нового года» (1929) — сын хозяйки
- «Спикизи» (1929) — Сай Уильямс
- «Опасные повороты» (1929) — ротарианец
- «Счастливые дни» (1929) — Джиг
- «Сладенькая» (1929) — Эксл Бронстрап
- «То, что называют любовью» (1929) — Фред
- «Мужчины без женщин» (1930) — радист Дженкинс
- «Молодые орлы» (1930) — Падж Хиггинс
- «Опасная Нэн Макгрю» (1930) — Юстас Мэйси
- «Любовь среди миллионеров» (1930) — зазывала Уотсон
- «Плейбой из Парижа» (1930) — Пол Мишель
- «Без предела» (1931) — Оле Ольсон
- «Гостевое ранчо» (1931) — Честер Карр
- «Великолепная ложь» (1931) — Элмер Грэм
- «Работящие девушки» (1931) — Пэт Келли
- «Украденные драгоценности» (1931) — репортёр
- «Два вида женщин» (1932) — Хаузер
- «Обманчивая леди» (1932) — Бони
- «Сделай из меня звезду» (1932) — Мертон Джилл
- «Большое радиовещание» (1932) — Лесли Макуинни
- «Лицо в небесах» (1933) — Лакки
- «Преступление века» (1933) — Дэн Макки
- «Под Тонто Рим» (1933) — Тонто Дэйли
- «Международный дом» (1933) — Томми Нэш
- «Береги своего мужчину» (1933) — Эл Симпсон
- «Возвращение незнакомца» (1933) — Саймон
- «Перед рассветом» (1933) — Дуайт Уилсон
- «День расплаты» (1933) — Джерри
- «Едем в Голливуд» (1933) — Эрнест П. Бэйкер
- «Палука» (1934) — Джо Палука
- «Вива Вилья!» (1934) — Джонни Сайкс
- «На цепи» (1934) — Джонни Л. Смит
- «После работы» (1935) — Хэнк Пэрр
- «Нулевой предел» (1936) — Тексас Кларк
- «Эксклюзивная история» (1936) — Тимоти Элоизий Хиггинс
- «Абсолютная тишина» (1936) — «Круглолицый» Радд
- «Кожаный парад» (1936) — Эймос Додд
- «Тонкий» (1937) — «Коренастый»
- «Танцуй, Чарли, танцуй» (1937) — Эндрю «Энди» Такер
- «Парень из маленького городка» (1937) — Генри Армстронг
- «Второй медовый месяц» (1937) — Лео Мактавиш
- «Мистер Боггс оступился» (1938) — Оливер Боггс
- «Три слепые мышки» (1938) — Майк Брофи
- «Задняя дверь на небеса» (1939) — Джад Мэйсон
- «Это могло случиться с тобой» (1939) — Маккинли Уинслоу
- «Голливудская кавалькада» (1939) — Пит Тинни
- «Конец медового месяца» (1939) — Дональд Тодд
- «Наш городок» (1940) — Хауи Ньюсам
- «Когда поехали Далтоны» (1940) — Бен Далтон
- «Главное — не бояться!» (1940) — Коттон
- «Невеста наложенным платежом» (1941) — Томми Кинан
- «Приключения Мартина Идена» (1942) — Джо Доусон
- «Великий Майк» (1944) — Джей Спенсер
- «Доктор Джим» (1947) — доктор Джеймс «Джим» Гейтсон
- «Киллер Дилл» (1947) — Джонни «Киллер» Дилл
- «Знают только небеса» (1947) — шериф Мэтт Бодайн
- «Отец-холостяк» (1950) — констебль Падж Барнэм
- «Шоу Стю Эрвина» (телесериал; 1950—1955) — Стю Эрвин
- «Перекрёстки» (телесериал; 1957) — преподобный Дональд Слоун
- «Театр 90» (телесериал; 1957—1958) — Джордж Клэй
- «Преследование» (телесериал; 1958) — детектив Фрёлих
- «Диснейленд» (телесериал; 1959) — Лу Россон
- «Папе лучше знать» (телесериал; 1960) — мистер Хенсли
- «Триллер» (телесериал; 1960) — дядя Флориан
- «Шоу Энди Гриффита» (телесериал; 1960) — Том Силби
- «Рипкорд» (телесериал; 1961) — Джастин Рок
- «Перри Мейсон» (телесериал; 1961—1965) — Остин Дюрран / Клем П. «Сэнди» Сэндовер / Эверетт Стэнтон / Генри Симмонс
- «Национальный бархат» (телесериал; 1962) — клоун Келли
- «Театр „Дженерал Электрик“» (телесериал; 1962) — Джордж Парсонс
- «Театр Армстронга» (телесериал; 1962) — Дэниэл Харрис
- «Неприкасаемые» (телесериал; 1962) — Барни Рич
- «Наш человек Хиггинс» (телесериал; 1963) — Барни
- «Сын Флаббера» (1963) — тренер Уилсон
- «Защитники» (телесериал; 1963) — Джозеф Грин
- «Караван повозок» (телесериал; 1963) — Уэст
- «Шоу Донны Рид» (телесериал; 1963) — мистер Бёртон
- «Величайшее шоу на Земле» (телесериал; 1963—1964) — Отто Кинг
- «Злоключения Мерлина Джонса» (1964) — капитан Лумис
- «Дочь фермера» (телесериал; 1964) — Джеремая Гиббс
- «Доктор Килдэр» (телесериал; 1965) — Дэйв Лессер
- «Дымок из ствола» (телесериал; 1966) — Док Браун
- «Бонанза» (телесериал; 1966) — Джестер
- «Зелёные просторы» (телесериал; 1966) — мистер Джонсон
- «Лесси» (телесериал; 1966) — Дэн Кэйси
- «Большая долина» (телесериал; 1967) — Клем Картер
- «Нежный Бен» (телесериал; 1967) — Гарри Тэйтам
- «Тень над Элвероном» (телефильм; 1968) — Мерл